# Marcello Baldi
Marcello Baldi (ur. 1 sierpnia 1923 w Telve, zm. 22 lipca 2008 w Rzymie) – włoski scenarzysta i reżyser filmowy.

## Kariera
Porzucił studia humanistyczne i rozpoczął karierę jako asystent reżysera i scenarzysta filmu dokumentalnego Antonio Covi i Vincenzo Sorell w reżyserii Romolo Marcellini. Przez kilka lat w czasie wojny i po wojnie pracował w Katolickim Centrum Filmowym (Centro Cattolico Cinematografico) jako dokumentalista Watykanu i Castel Gandolfo. W 1946 został asystentem reżysera Lionello De Felice, współpracował z Romolo Marcellini podczas realizacji filmu dokumentalnego Wojna w wojnie (Guerra alla guerra, 1946) jako montażysta scen. 
Jego debiutem reżyserskim był włoski film fabularny Italia K2 (1955), obszerny dokument o włoskim podboju K2 przez alpinistę Bruno Fantina. Po kolejnej realizacji dokumentalnej włosko-hiszpański koprodukcji Śmierć podróżuje ze mną (La morte ha viaggiato con me, 1957), Baldi poświęcił się reżyserii pełnometrażowych filmów biblijnych, w tym Abraham - patriarcha przymierza (I patriarchi, 1963) z Fosco Giachettim, Saul i Dawid (Saul e David, 1964) z Giannim Garko, Samson i Gedeon (I grandi condottieri, 1965) z Antonem Geesinkiem, Ivo Garranim i Fernando Reyem czy Jakub, człowiek, który walczył z Bogiem (Giacobbe l'uomo che lottò con Dio, 1965). 
W latach siedemdziesiątych zaczął pracować dla telewizji, reżyserując także seriale takie jak Arsène Lupin (1971) czy Słynne ucieczki (Les évasions célèbres, 1972), gdzie Gianni Garko zagrał florenckiego artystę Benvenuto Celliniego. 
Jego ostatni film Ciso, został realizowany wraz z synem Dario i 2008 został nagrodzony na 62. edycji Festival Internazionale del Cinema di Salerno.

## Filmografia
- 1943: Canti sui monti, reż. Antonio Covi, scenariusz
- 1945: Guerra alla guerra, reż. Romolo Marcellini, zdjęcia
- 1951: Senza bandiera, reż. Lionello De Felice, drugi reżyser
- 1955: Italia K2, scenariusz i reżyseria
- 1959: Il raccomandato di ferro, scenariusz i reżyseria
- 1960: 100.000 leghe nello spazio, reżyseria
- 1960: La vendetta di Ercole, reż. Vittorio Cottafavi, scenariusz
- 1961: Maciste l'uomo più forte del mondo, reż. Antonio Leonviola, scenariusz
- 1962: Marte, dio della guerra, scenariusz i reżyseria
- 1962: Il criminale, scenariusz i reżyseria
- 1963: Abraham - patriarcha przymierza (I patriarchi), scenariusz i reżyseria
- 1964: Saul i Dawid (Saul e David), scenariusz i reżyseria
- 1965: Gedeon i 300 wojowników (I grandi condottieri), scenariusz i reżyseria
- 1965: Jakub, człowiek, który walczył z Bogiem (Giacobbe l'uomo che lottò con Dio), reżyseria
- 1966: Fünf vor 12 in Caracas, scenariusz i reżyseria
- 1962: Inferno a Caracas, scenariusz i reżyseria
- 1968: Kaskader (Stuntman), temat, scenariusz i reżyseria
- 1971: Arsène Lupin (serial telewizyjny), reżyseria
- 1972: Incensurato provata disonestà carriera assicurata cercasi, scenariusz i reżyseria
- 1972: Processo ad un atto di valore (TV), reżyseria
- 1972: Słynne ucieczki (Les évasions célèbres), scenariusz i reżyseria
- 1973: Wielcy liderzy biblijni (I grandi condottieri), reżyseria
- 1977: Supermarina: Commissione d'inchiesta speciale SMG 507 (TV), reżyseria
- 1978: Diario di un giudice (miniserial TV), reżyseria
- 1980: Pronto emergenza (serial TV), reżyseria
- 1987: Lo scomparso (TV), reżyseria
- 1988: Sapore di gloria (serial TV), reżyseria
- 2008: Narciso, scenariusz i reżyseria